# Conus aristophanes
Espèce
Conus aristophanes est une espèce de mollusques gastéropodes marins de la famille des Conidae.
Comme toutes les espèces du genre Conus, ces escargots sont prédateurs et venimeux. Ils sont capables de « piquer » les humains et doivent donc être manipulés avec précaution, voire pas du tout.

## Description
La taille de la coquille varie entre 18 mm et 47 mm. La coquille est d'un gris violacé, quelque peu obscurci de blanc rosé. Les lignes de révolution sont blanc laiteux, interrompues par de courts tirets et des taches marron. L'intérieur de l'l'ouverture est chocolat, avec une bande centrale blanche. La spire est plus ou moins élevée, striée ou parfois presque lisse, avec ou sans tubercules. Le verticille est strié, les stries étant généralement granuleuses vers la base, et parfois sur toute la surface. .

## Distribution
Cette espèce marine est présente au large des Philippines ; Papouasie-Nouvelle-Guinée, Tahiti et Fidji ; également au large du Mozambique.

## Taxonomie

### Publication originale
L'espèce Conus aristophanes a été décrite pour la première fois en 1857 par le naturaliste, illustrateur et conchyliologiste britannique George Brettingham Sowerby II (1812-1884) dans la publication intitulée « Monograph of the genus Conus »,.

### Synonymes
- Conus (Virroconus) aristophanes G. B. Sowerby II, 1857 · appellation alternative
- Miliariconus aristophanes (G. B. Sowerby II, 1857) · non accepté

## Identifiants taxonomiques
Chaque taxon catalogué par les bases de données biologiques et taxonomiques possède un identifiant qui permet d'établir un point de référence. Les identifiants de Conus aristophanes dans les principales bases sont les suivants :
BOLD : 596823 - CoL : XWXB - GBIF : 5795684 - iNaturalist : 809432 - IRMNG : 11274621 - NCBI : 528160